# Cantharellus garnierii
Cantharellus garnierii é uma espécie de fungo pertencente à família Cantharellaceae.